# Avet Ter-Gabrielian
Avet Ter-Gabrielian (armeni: Ավետ Կարապետի Գաբրիելյան)  (Nakhitxevan del Don, 7 d'abril de 1899 (Julià) - Yerevan, 1983) va ser un violinista armeni i fundador del Quartet Komitas. L'escola de música Avet Gabrielian de Yerevan rep el seu nom en el seu honor.

## Biografia
Avet Ter-Gabrielian va néixer el 19 d'abril de 1899 a Nor Nakhichevan (actual districte de Proletarski, Rostov del Don).
Va estudiar violí amb Nicholas Averino (pare de la soprano Olga Averino) a Rostov del Don abans de continuar els seus estudis al Conservatori de Moscou amb Lev Tseitlin.
El novembre de 1924, Ter-Gabrielian va cofundar Komitas Quartet. Va ser el primer violí del quartet de 1925 a 1976. El conjunt va actuar amb músics com Konstantin Igumnov i Heinrich Neuhaus.
Aram Khatxaturian va dedicar a Ter-Gabrielian el seu "Dance" (1933).
Des de 1929 Ter-Gabrielian va ensenyar al Conservatori de Moscou.
Ter-Gabrielian va morir el 19 de juny de 1983 a Moscou.

## Premis
- 1945: Artista popular de l'RSS d'Armènia